# Draw (Poker)

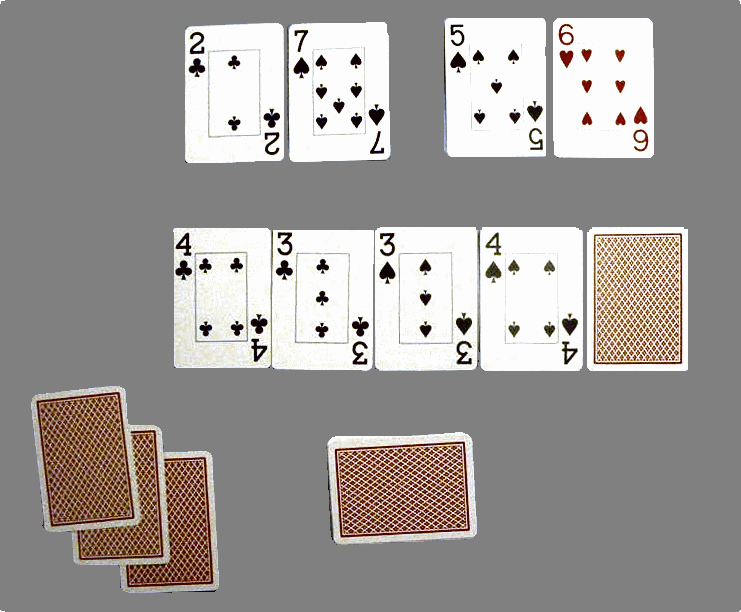
Die Hand hat in dieser Situation einen Straight-Draw

Als einen Draw ([dɹɔ]; englisch „Zug“, „ziehen“) im Pokerspiel bezeichnet man ein noch unvollständiges Pokerblatt, bei dem meist noch eine oder aber auch mehrere Karten fehlen, damit es sich vervollständigt.

## Beispiel
Ein Draw ist gegeben, wenn beispielsweise ein Spieler vier Karten einer Straße besitzt und ihm noch eine fehlt, um diese zu vervollständigen (Straight-Draw). Fehlt ihm zu vier Karten einer Farbe die fünfte, um einen Flush zu bilden, so besitzt er einen Flush-Draw.

## Drawing dead
Eine Pokerhand wird als drawing dead bezeichnet, wenn in den noch zu verteilenden Karten keine mehr dazu beitragen kann, das Blatt des Spielers so zu verbessern, dass es gegenüber der gegnerischen Hand oder den gegnerischen Händen gewinnen kann. Er kann nur noch durch bluffen und/oder durch vorzeitige Aufgabe des Mitspielers zum Erfolg gelangen.

## Drawpoker
In der Pokervariante Drawpoker wird die Spielphase, in der die Mitspieler die Karten tauschen dürfen, als Draw bezeichnet.